# Cinque Ports
Cinque Ports (de fem havne) er navnet på fem havne i Kent og Sussex i det sydøstlige England.
De fem oprindelige havne er:
- Hastings
- New Romney
- Hythe
- Dover
- Sandwich

## Byerne
Sammenslutningen (konføderationen) Cinque Ports opstod tidligt i middelalderen, og omfatter én havn i det østlige Sussex (Hastings) og fire havne i Kent (New Romney, Hythe, Dover og Sandwich). Desuden er to byer i det østlige Sussex (Rye og Winchelsea) knyttet til Cinque Ports. I perioder har andre byer også været knyttet til sammenslutningen.
Formelt set findes Cinque Ports stadigvæk, men i det 19. og 20. århundrede har sammenslutningen mistet næsten hele sin myndighed.

## Militær betydning
De fem havne ligger ved Den Engelske Kanal, og de spillede tidligere en stor rolle i forsvaret af England.
Kong Edvard 1. gav særlige privilegier til Cinque Ports, herunder retten til at importere varer uden at skulle betale told. Til gengæld skulle byerne forsyne Kronen med skibe og mandskab i krigstid. I 1155 skulle sammenslutningen stille med 57 skibe med 21 mand per skib.
Forsvaret blev ledet af en Lord Warden of the Cinque Ports. Denne titel eksisterer stadigvæk, men er nu en ren ærestitel.
Efter dronning Elizabeth 1.s tid har Cinque Ports ikke været en selvstændig militær enhed.